# 革命联合阵线
革命联合阵线是塞拉利昂共和国的一个叛军组织，在企图推翻政府的塞拉利昂十一年内战(1991年-2002年)中最终失败。
1991年，革命联合阵线在塞拉利昂东部发动了叛乱以推翻政府，并于1992年成功实现政府更替。在非洲統一組織、西非国家经济共同体工作特使的帮助下，冲突以谈判的方式得以解决。但在1997年，革命联合阵线再次发动了军事政变，控制了政府。而后，战争一直断续地进行着，塞拉利昂的人民陷于苦难之中。
福迪·桑科有一句名言:「政府軍和白人政府欺壓你們，搶奪你們的土地；而革命聯合陣線解放了你們，讓你們不再做奴隸。如果有人敢偷我的鑽石，我一定把他殺死。」